# Битва при Дорилее (1097)
Би́тва при Дориле́е (тур. Dorileon Muharebesi; 1 июля 1097 года) — сражение между армией Первого крестового похода и объединёнными войсками султана Рума Кылыч-Арслана I и эмира Данышмендида Гази, завершившееся победой крестоносцев.
Армия первого крестового похода после завершения осады Никеи выступила к Антиохии через Малую Азию. Практически сразу армия разделилась на две части: авангард численностью не менее 20 000 человек под командованием Боэмунда, Танкреда, Роберта Нормандского и Стефана Блуаского, и основные силы — более 30 000 человек — под командованием Роберта Фландрского, Гуго Великого, Готфрида Бульонского и Раймунда Тулузского.
Сельджукский султан Кылыч-Арслан, Данышмендид Гюмюштегин Гази и бей Кайсери Хасан ввиду угрозы отбросили свои разногласия и объединили свои силы. Они организовали засаду по обе стороны дороги, которой шли крестоносцы неподалёку от Дорилеи с армией численностью около 8 тысяч человек.
1 июля 1097 года, увидев авангард крестоносцев, сельджуки атаковали его, будучи уверены, что это и есть вся армия. Они почти одержали победу, но подоспели части основной армии крестоносцев и вышли в тыл противника. Кылыч-Арслан бежал.

## От Никеи до поля битвы
С 6 мая по 19 июня 1097 года армия крестоносцев осаждала Никею, столицу государства сельджуков в Анатолии. Византийцы втайне от крестоносцев договорились с осажденными о сдаче города. 19 июня во время штурма стен, осажденные впустили в город византийские отряды. 26 июня первые отряды крестоносцев ушли от Никеи и двинулись через Малую Азию. В «Алексиаде» Анны Комниной указывается, что армия сосредоточилась у моста Лефке в 25 километрах восточнее Никеи (или мост через Гёксу, западный приток Сакарьи). Анонимный автор «Деяний франков», участвовавший в походе, писал, что крестоносцы стояли там в течение двух дней. 29 июня они переправились через реку и двинулись на юг. В написанном после сдачи Никеи письме к жене Стефан Блуаский сообщал, что решено идти к Антиохии. Крестоносцы не решились воспользоваться «Путём паломников» к востоку от Никеи через Юлиополис , Анкиру (Анкара) и Киликийские ворота, поскольку он проходил по занятым сельджуками районам, поэтому был выбран путь на Дорилей. Как только Кылыч-Арслану стало известно, что крестоносцы продвигаются к Дорилею, он вызвал на помощь Данышмендидов: Гюмюштекина Гази и бея Кайсери Хасана. Объединив силы, они расположились неподалёку от Дорилеи (ныне Эскишехир) с армией численностью около 8 тысяч человек. Войска сельджуков организовали засаду по обе стороны дороги, которой шли крестоносцы.
Крестоносцы вышли к притоку Сангариуса в долине, хорошо подходившей для боевой тактики кочевников. Лидеры крестоносцев не приняли мер предосторожности. Два корпуса продолжали движение по отдельности, даже не наладив связь.
30 июня лидеры крестоносцев разбили лагерь недалеко от древнего Дорилея. Раймунд Ажильский писал, что битва произошла на третий день после переправы. Фульхерий Шартрский и Ансельм Рибемонтский уточняли, что крестоносцы встретили врага утром третьего дня, 1 июля.

## Разделение армии
Все очевидцы свидетельствуют, что армия крестоносцев разделилась на две части через два дня после начала марша. Раймунд Ажильский писал, что это произошло после одного дня, поскольку провансальцы выступили на день позже, чем авангард. Впереди шли отряды Боэмунда, Танкред, Роберт Нормандский и Стефан Блуаский с отрядом не менее 20 000 человек. Основные силы — более 30 000 человек — под командованием Роберта Фландрского, Гуго Великого, Годфрида Бульонского и Раймунда Тулузского шли отдельно. Ф. И. Успенский, не указывая источников, оспаривал участие Годфрида в битве, утверждая: «известно, что Годфрид вовсе не участвовал в битве при Дорилее».
Причины разделения точно не ясны, поскольку источники описывали его по-разному. Раймунд Ажильский, находившийся в основном войске, полагал, что разделение было непреднамеренным и явилось следствием ошибки командиров авангарда, которые поспешно бросились вперед: «На второй день пути Боэмунд с несколькими князьями неосмотрительно отделились от графа, епископа и герцога». Фульхерий Шартрский, шедший с авангардом, не называл причин разделения. Анонимный автор «Деяний франков», так же бывший в авангарде, считал причиной неразбериху при отправлении из-за темноты: «герцог Годфруа, граф Раймон и Гуго Великий пропали без вести за два дня; обманутые дорогой, которая раздвоилась, они, сами того не зная, отделились от основных сил армии с очень большим отрядом войск». Радульф Канский отмечал, что некоторые считали разделение преднамеренным, но сам он отрицал это. Согласно Альберту Аахенскому, после двух дней совместного марша армии крестового похода его лидеры вместе приняли решение разделиться из-за проблем с провизией. Анна Комнина (получившая информацию от Татикия) писала, что «Боэмунду по его просьбе позволили идти в авангарде».
Ж. Мишо принял версию о разделении по договоренности: «Так как им предстояло пробираться теперь по местности пустынной и безводной, то армия разделена была на два корпуса». По словам Т. Эсбриджа, лидеры решили разделить свои силы на две части, но поддерживать относительно тесный контакт во время марша. По его мнению, армии крестоносцев насчитывали около 70 000 человек. Чтобы пройти одну точку им нужно было до трех дней. Проход такой армии был сложен в связи с нехваткой местных ресурсов. Планировалось встретиться через 4 дня в Дорилее. По мнению Дж. Франса, настоящими причинами разделения были большие размеры и отсутствие единого командирования.
Все источники о битве при Дорилее подчеркивают, что именно из-за разделения армии крестоносцы понесли в этой битве потери. Раймунд Ажильский писал, что во время сражения две части армии находились на расстоянии двух миль (около пяти километров)

## Место битвы
Хронисты Первого крестового похода не указывали точного места битвы. По описаниям сражение происходило там, где соединяются две долины, и где была река, поскольку Радульф Канский писал, что битва произошла после переправы через реку. Крестоносцы вышли к пологой долине с запада и попали в засаду сельджукской армии.
В «Письме предводителей крестоносного рыцарства папе Урбану II от 11 сентября 1098 года» они упомянули битву при «Доротилле» (в переводе Заборова — Дорилейская равнина). Один из списков текста Раймунда Ажильского говорит о битве «in campo florido». Альберт Аахенский писал о месте битвы «долина Догорганхи, которая теперь называется Озеллис». Послание Боэмунда другим лидерам так же сообщало о нападении сельджуков в Ореллисе в Дегорганхи. Но ни одно из этих названий мест не может быть идентифицировано. Лишь Анна Комнина назвала место «равнина Дорилея». В связи с этим многие историки (в том числе Ч. Оман) полагали, что битва произошла у Дорилея. Уже Гийом Тирский писал, что перед битвой армия шла вдоль реки в долине Горгони (Дорилея).
Однако предположение, что битва произошла в Дорилее или около него, наталкивается на возражения. Фон дер Гольц, а вслед за ним Г. Хагенмейер, усомнились в том, что крестоносцы успели дойти до Дорилея с 26 июня, когда они вышли из Никеи, к ночи 30 июня. Город находится на расстоянии 22 часов пути от Лефке. По римской дороге от Лефке до Дорилея девяносто километров. В самых благоприятных условиях силы Годфрида и Петра Отшельника не могли двигаться быстрее армий Барбароссы в Европе (29 километров в день). Но даже при таких темпах армия не дошла бы до Дорилея за два дня марша. Она была бы примерно в тридцати километрах от города. В реальности же крестоносцы двигались гораздо медленнее, поскольку были обременены тяжелым обозом. По «Хронологии» Хагенмейера армии проходили от восьми до восемнадцати километров в день. Поэтому сражение не могло произойти далее сорока — пятидесяти километров к югу от Лефке (переправы через Гёксу). Так как крестоносцы шли на юг от Никеи, то эта дорога подходила к долине в трех-пяти километрах к северу от Босузука. Весьма вероятно, что именно на этом перекрестке дорог на равнине произошла битва. Таким образом, фон дер Гольц и Хагенмейер локализовали место битвы рядом с современным городком Босузук или Инёню. С. Рансимен писал, что это спорно. По его предположению битва произошла на равнине Сари-су (Батис), где к ней подходила прямая дорога из Лефке.

## Силы сторон
Хотя очевидцы писали об огромном размере армии Кылыч-Арслана (Раймунд Ажильский писал о 150 тысячах «турок», Ансельм Рибемонтский — о 260 тысячах, Фульхерий и анонимный автор «Деяний франков» — о 360 тысячах) по словам Дж. Франса, это чистая фантазия, а по мнению Т. Эсбриджа — «еще одно дикое преувеличение». Армия Кылыч-Арслана, вероятно, была намного меньше сил крестоносцев. Поэтому он избегал прямого столкновения. Историки оценивают армию султана как 6 — 7-8 тысяч всадников.

## Ход сражения

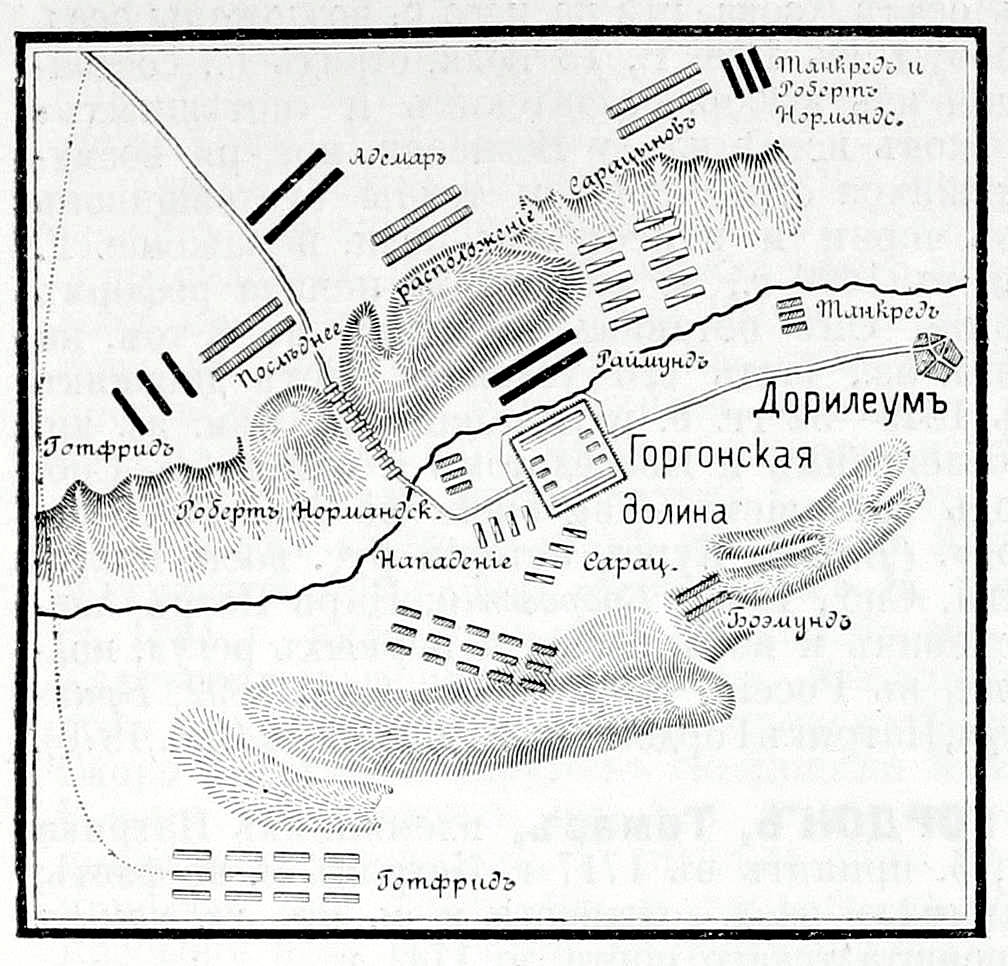
Рисунок из статьи «Горгони»
(«Военная энциклопедия Сытина»)

### Нападение сельджуков
1 июля авангард продолжил движение, но вскоре разведчики донесли о приближении огромной армии противника. Боэмунд приказал расположиться у болота за камышами. Крестоносцы не успели занять позиции, когда с флангов и с тыла напали сельджуки. Фульхерий писал: «Во втором часу дня наши разведчики увидели приближающийся авангард турок; как только мы узнали это, мы немедленно разбили наши шатры возле одного места, заросшего камышом, чтобы как можно быстрее освободившись от нашего багажа мы были готовы быстрее вступить в бой». Крестоносцев удивило то, что, армия состояла только из конных лучников: «все на лошадях и вооружённых луками, как это принято у них». Сельджуки напали сразу со всех сторон, используя свою обычную тактику, они кружили вокруг крестоносцев, осыпая дождём стрел и уничтожали крестоносцев, не успевших достичь лагеря к началу боя. Основных сил всё не было, и Боэмунд воздерживался от приказа об общем наступлении, надеясь, что враг вскоре приблизится к нему. Но лучники противника не приближались надолго. Налетали, расстреливали все стрелы и уходили на фланги.
Редкие вылазки крестоносцев были безуспешны, они просто подставляли себя под более активный обстрел. Поняв это, они отказались от попыток отбросить врага, и сомкнули строй. Но и так дождь стрел косил их ряды. Франки понесли тяжёлые потери, тогда как противник почти не пострадал. Крестоносцы отступили к лагерю.
Пока шло сражение, часть нападавших ворвалась в лагерь, грабя и убивая священников, слуг и женщин. Увидев отступавших в лагерь крестоносцев, мародёры покинули лагерь. Они решили, что крестоносцы возвращаются, чтобы их прогнать, не зная, что те бегут. Очевидец, Фульхерий Шартрский, так описывал этот этап боя: «Прижатые друг к другу, как овцы, запертые в овчарне, дрожащие и охваченные страхом, мы со всех сторон окружены турками и не смеем ни в малейшей степени продвигаться вперёд ни в какой точке». По его словам «турки крепко держали нас вместе с первого часа дня до шестого». Всё предвещало мгновенную и ужасную катастрофу. То, что крестоносцы смогли продержаться, по мнению Т. Эсбриджа «был выдающийся подвиг воинской дисциплины, результат вдохновенного полководческого мастерства». Он назвал победу Боэмунда и Роберта «достижением высшего порядка».
| 1) направление на ущелье Кара-су; 2) вторая колонна крестоносцев (5 км); 3) направление к Бозююку (4 км) |
| |

Этапы боя
Крестоносцы входят в долину, ведущую к Дорилею,  видят противника. Боэмонд приказывает  пехоте  разбить лагерь.
Армия крестоносцев окружена, хотя и защищена  частично болотом.
Прибытие Годфри и провансальцев.
Отряд крестоносцев входит в тыл противника через друмлины, что вынуждает сельджуков бежать.

### Победа
Ранее в тот же день Боэмунд отправил гонцов на поиски второго войска. Они нашли лагерь в шести или семи милях от места боя. Получив известие о битве, Годфрид, Раймунд Тулузский и другие вожди поспешили на поле битвы, опережая свою армию. Вперёд они послали гонцов предупредить Боэмунда об их приближении. Пехоту оставили в лагере. Кылыч-Арслан не знал о существовании второй армии и её появление стало полной неожиданностью. Прибывший отряд крестоносцев поднялся на гребень на краю долины, он появился со стороны левого фланга и тыла сельджуков, которые готовились напасть на лагерь Боэмунда. Оценив обстановку, Годфрид отправил приказ остальной армии поторопиться, а сам с сопровождавшим его небольшим отрядом из 50 рыцарей бросился в атаку на холм, где видел султана с телохранителями. Крестоносцы из основной армии спешили на помощь.
По мнению Ч. Омана, они не могли двигаться строем и выстроиться в привычном боевом порядке из-за спешки. Передние отряды сильно опережали двигавшиеся следом, поэтому каждый отряд направился к противнику по самому для него короткому пути. Ближе всех к правому флангу сражающегося авангарда подоспел отряд Раймонда Тулузского, правее — граф Фландрии. Самую правую позицию занял отряд епископа Адемара, который пересёк хребет и вышел в тыл центра армии Кылыч-Арслана. Но, Дж. Франсу, хотя и писал, что крайнее правое положение занял отряд Адемара, тем не менее указал, что в тыл центра армии Кылыч-Арслана вышел через друмлины Раймонд Тулузский.
Сельджуки осознали, что прибыла новая армия, но не успели перегруппироваться. Крестоносцы смяли их левый фланг, нанося удары по центру с тыла. Уставшие войска Боэмунда воспряли духом и нанесли удар, когда пришедшие им на помощь крестоносцы оказались в тылу врага. Сельджукское левое крыло оказалось зажатым между двумя христианскими войсками. Крестоносцы преследовали бежавших врагов и захватили их лагерь.
В течение многих недель после битвы Кылыч-Арслан не осмеливался снова дать бой. Когда крестоносцы возобновили свой марш, они обратили внимание на обочины дороги: «в течение первого и второго дней на протяжении всего пути мы находили мёртвых лошадей врагов с самими же погибшими их владельцами».

### Потери
Ж. Мишо писал о больших потерях Кылыч-Арслана: «три тысячи высших и более двадцати тысяч низших чинов мусульманского войска лежали убитыми». Однако потери были меньше, чем можно было ожидать. Сельджуки пострадали только в последние десять минут боя, когда их левый фланг оказался зажат между двумя христианскими войсками. Франки из войска Годфрида совсем не пострадали. Солдаты войска Боэмунда пять часов находились под дождём стрел, но их доспехи помогли им, и было убито больше лошадей, чем людей. Побеждённые потеряли три тысячи человек. Победители — четыре тысячи.

## Последствия битвы

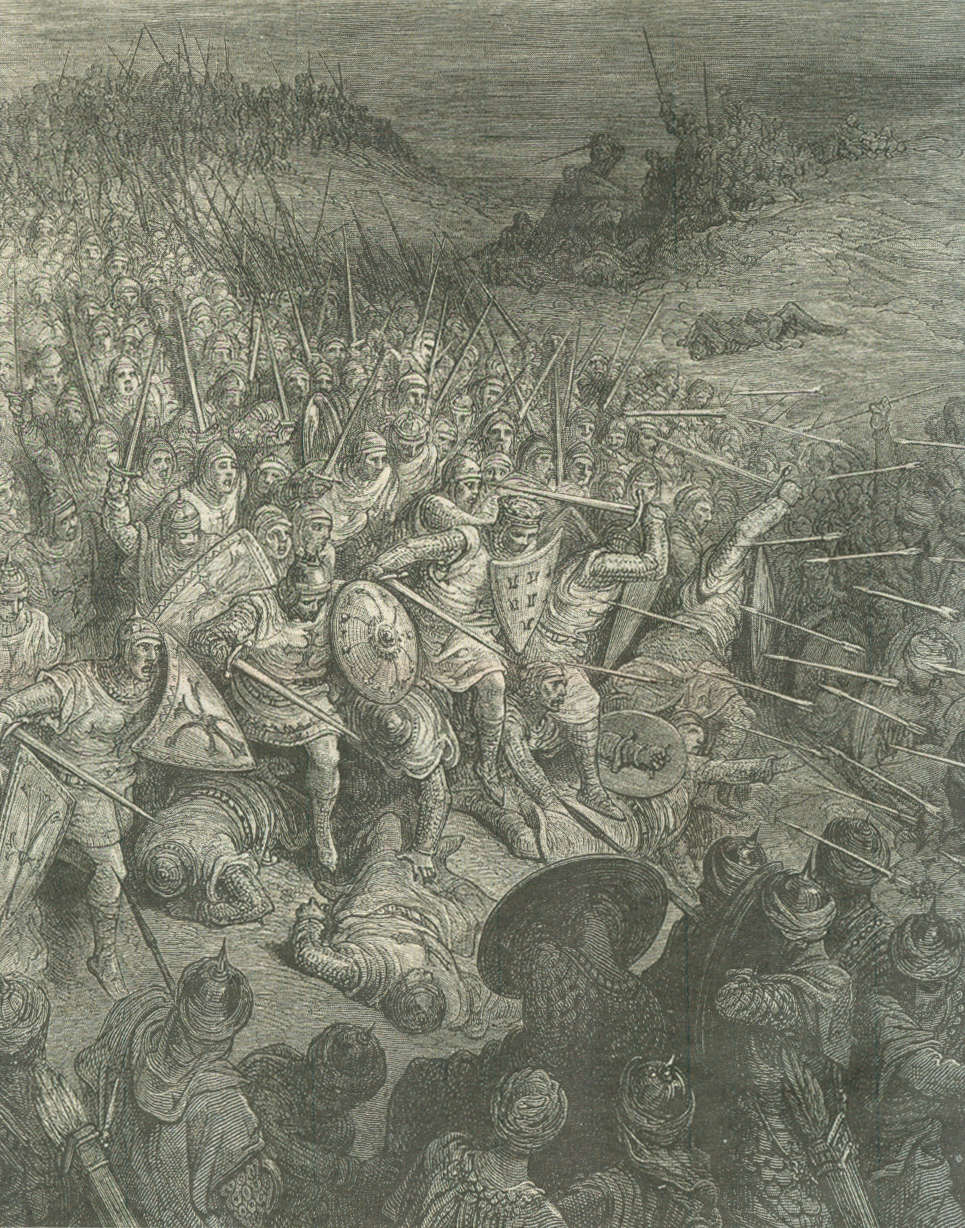
Битва при Дорилее, Гюстав Доре

Это была «первая большая битва с начала Крестового похода».
Победа крестоносев была случайной. Расположение двух армий друг для друга было совершенно неизвестно — Годфриду понадобилось пять часов, чтобы добраться до Богемунда, хотя между ними было всего шесть или семь миль.
Анонимный очевидец высоко оценил храбрость сельджуков, отметив, что «если бы турки были христианами, они были бы лучшей из рас», «Какой бы человек, каким бы опытным и образованным он ни был, посмеет написать о мастерстве, доблести и мужестве турок… . . вы не могли бы найти более сильных, храбрых или более искусных воинов»
По словам Ибн аль-Каланиси, «когда пришло известие об этом позорном бедствии для дела ислама, тревога людей усилилась, а их страх и тревога усилились». Поражение при Дорилее сломило волю сельджуков и привело к тому, что они на время стали избегать прямого столкновения с крестоносцами. Султан с остатками армии бежал на восток, позаботясь о том, чтобы сжигать на пути поля и лишить противника возможности пополнять припасы. Прямым следствием поражения сельджуков стали восстания в некоторых городах. Согласно анонимному автору «Деяний франков», во время бегства султану приходилось пробираться в эти города обманом. Все это облегчило крестоносцам путь на восток через Анатолию.